# Carlos Alfredo Simch
Carlos Alfredo Simch (Vila Tereza, 22 de novembro de 1880 - 24 de agosto de 1967) foi um político brasileiro.
Filho de Francisco José Simch e Ema Simch. Fez seus estudos secundários no Colégio Estadual Júlio de Castilhos e Ivo Corseuil, depois cursou farmácia na Faculdade de Medicina de Porto Alegre e medicina na Faculdade de Medicina da Bahia.
Foi membro do conselho Administrativo da Caixa Econômica Federal do Conselho Administrativo do Estado Rio Grande do Sul durante o Estado Novo.
Foi eleito senador de 1951 a 1955. Pertenceu ao Partido Libertador e foi médico da Cruz Vermelha em Porto Alegre.